# ポテ 75
ポテ 75
1957年5月のパリ航空ショーに展示されるポテ 75の試作機。密閉式とされた操縦席とガラス張りにされたミサイル操作員席。
- 用途：軽地上攻撃機
- 製造者：
- 初飛行：1953年6月10日
- 生産数：1機

ポテ 75（Potez 75）は、1950年代のフランスの軽地上攻撃機である。

## 設計と開発
ポテ 75は、元々1919年にアンリ・ポテ（Henry Potez）により設立され、再編されたポテ社が開発した。この機体は有線誘導対戦車ミサイルのノール SS.10の発射プラットフォーム用の要求仕様に合致するように設計された推進式のプロペラを装備する全金属製の機体であり、水平尾翼と2枚の垂直尾翼は後部胴体下部から延びるブームにより支持され、首車輪式の固定降着装置を持っていた。ミサイル操作員は機首に座り、その背後の高い位置に操縦席があった。当初ミサイル操作員席は風防で覆われ操縦席は開放式であったが、後に操縦席には風防が取り付けられミサイル操作員席は全面ガラス張りとされ視界が改善された。

## 運用の歴史
ポテ 75は実験用の登録記号「F-ZWSA」を着けて1953年6月10日に初飛行を行ったが、後にこの登録記号は「F-WGVK」となり最終的には軍の「F-MAFY」に変更された。武装は機首下部に4丁の7.5 mm 機関銃を備え、主翼下面に8発のロケット弾を懸架することができた。本機はフランス軍によりテストされ、ミサイル用プラットフォームとしては不満足であることが分かったため軽攻撃機仕様に改装されてアルジェリア戦争でテストされた。この任務でその有用性を発揮し、1956年に15機の前量産型と100機の量産型が発注された。軍事費削減のあおりを受けてこの発注は翌年にキャンセルされた。ポテ 75は1957年5月のパリ航空ショーで展示され、後に連絡機として使用されたが1958年9月16日に不時着事故を起こし廃棄処分にされた。

## 要目
Green, 1956, p.156
- 乗員：2名
- 全長：9.09 m (29 ft 10 in)
- 全幅：13.00 m (42 ft 8 in)
- 全高：2.64 m (8 ft 8 in)
- 翼面積：[3] 23 m2 (248 ft2)
- 空虚重量：1,674 kg (3,690 lb)
- 全備重量：2,400 kg (5,290 lb)
- エンジン：1 × ポテ 8D-32 8-気筒 倒立-V 空冷エンジン[4]、450 hp (335 kW)
- 最大速度：274 km/h (170 mph)
- 巡航速度：241 km/h (150 mph)
- 巡航高度：
- 航続距離：750 km (465 miles)
- 上昇率：8.0 m/s (1,575 ft/min)

- 武装
  - 4 x 7.5 mm 機関銃（機首）
  - 8 x ロケット弾（主翼下）